# Trichocolea tomentella
Trichocolea tomentella là một loài rêu tản trong họ Trichocoleaceae. Loài này được (Ehrh.) Dumort. miêu tả khoa học lần đầu tiên năm 1831.

## Hình ảnh

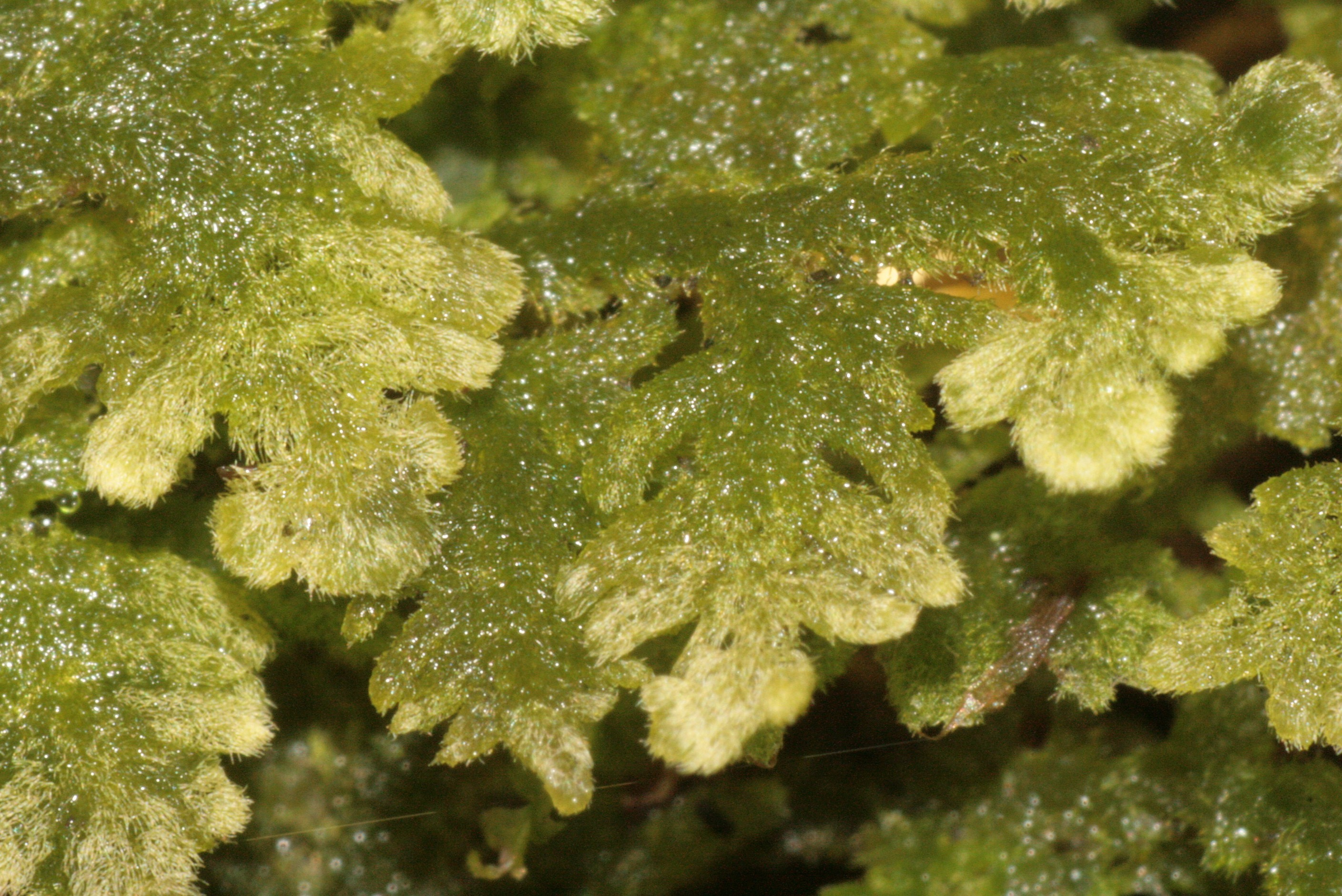
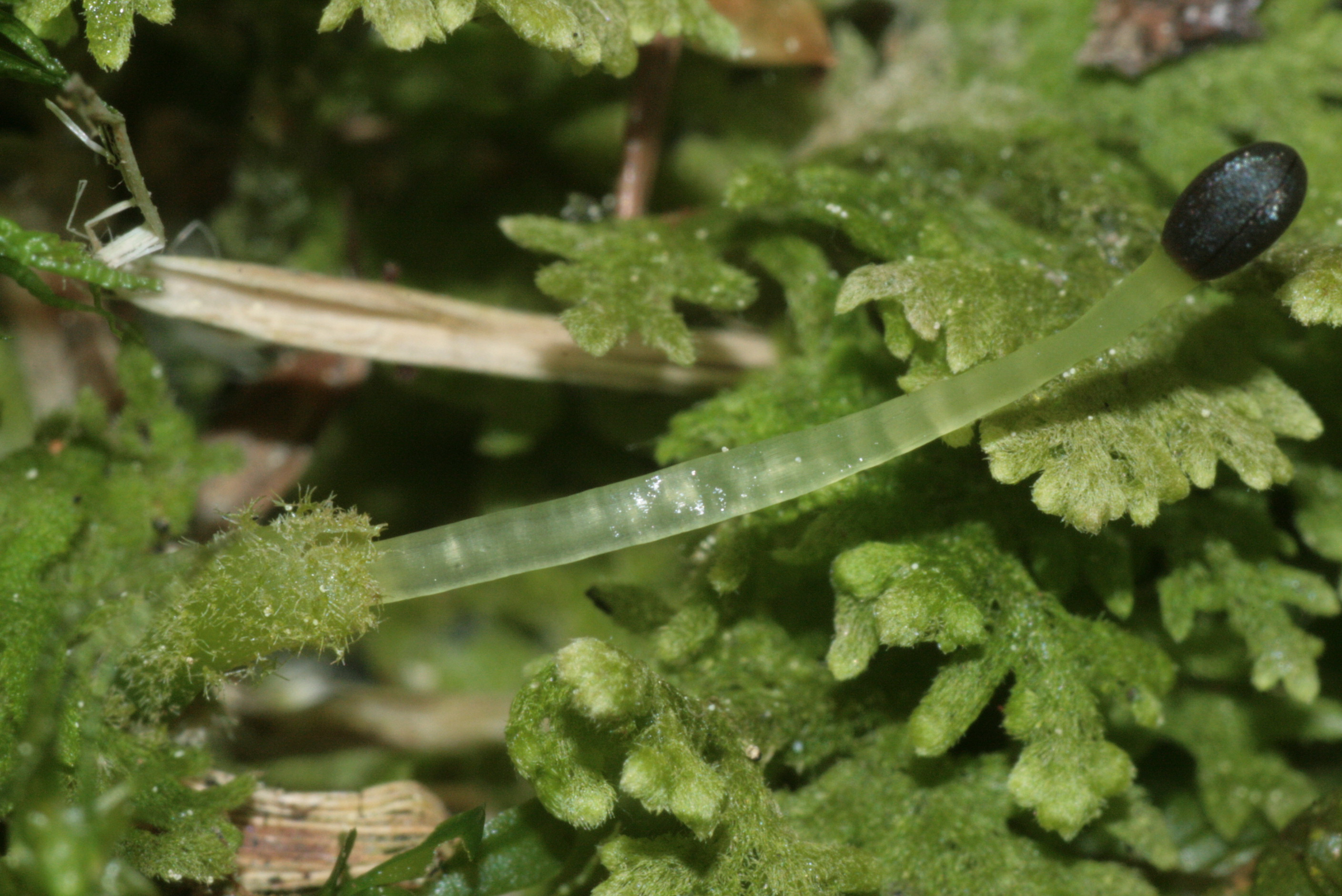
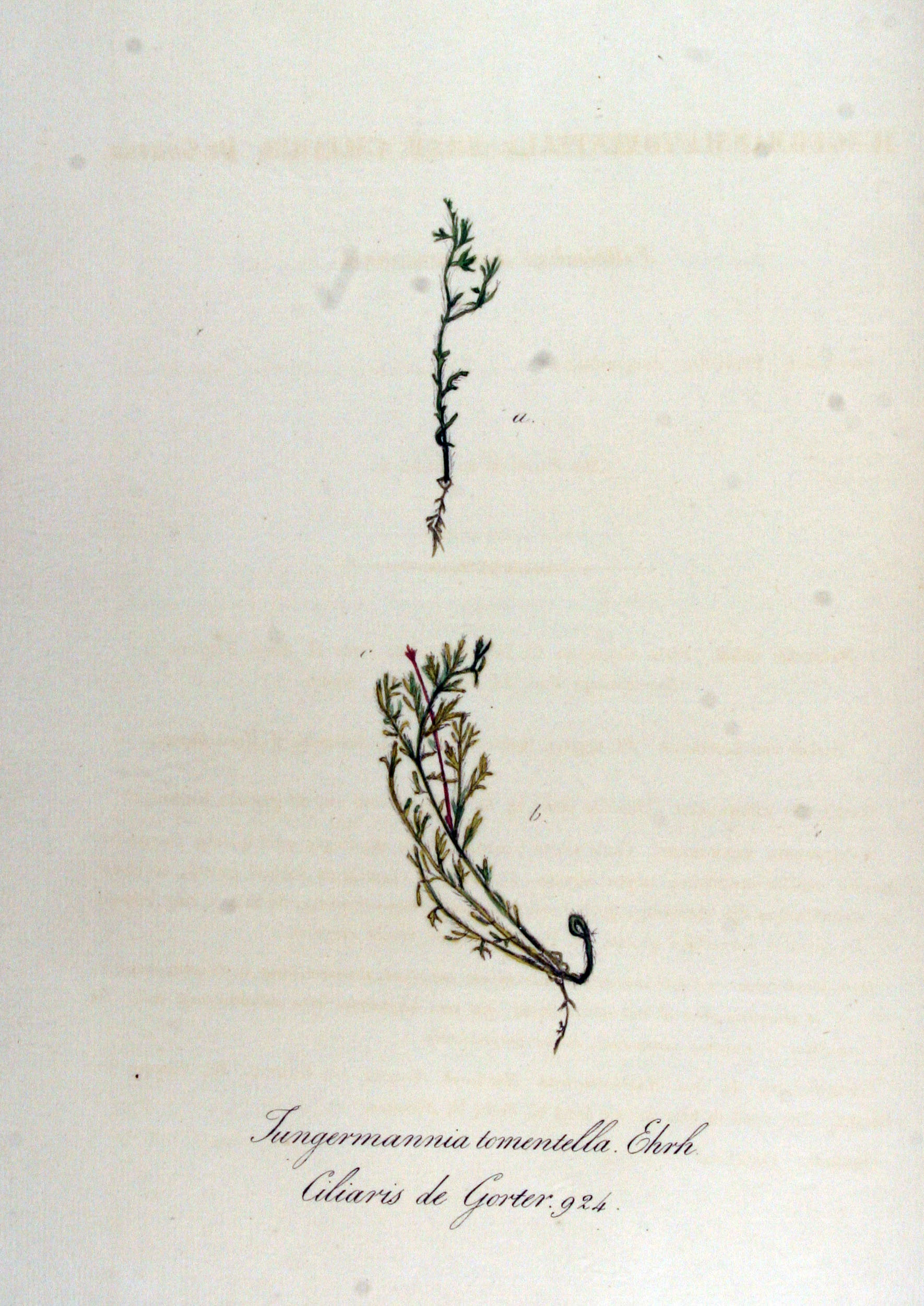
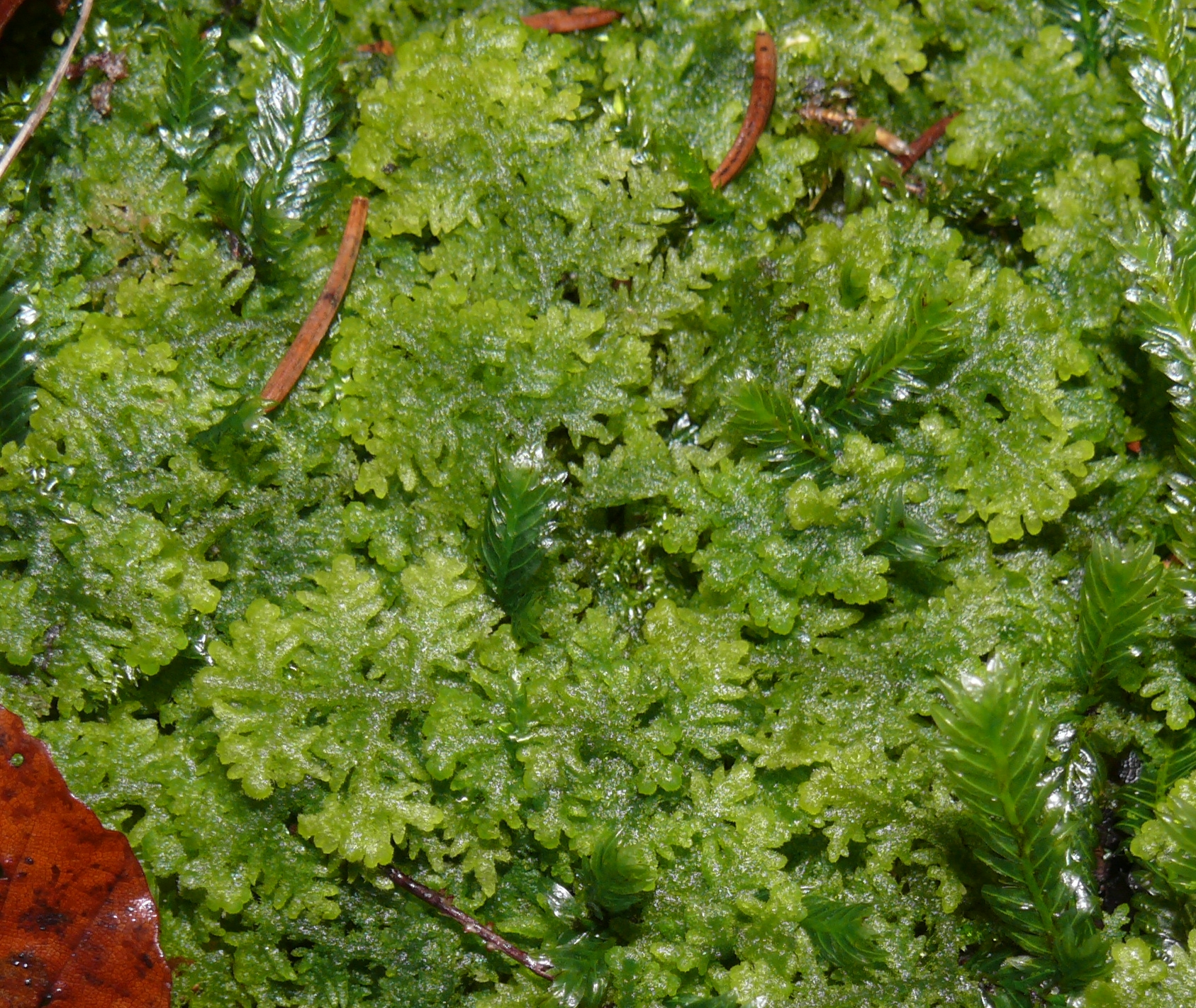